# Эмпоры
Эмпоры, эмпорий (нем. Empore — возвышение) — приподнятые на колоннах или  аркадах трибуны или галереи в интерьерах средневековых западноевропейских и византийских церквей. Более точно эмпорами следует называть галереи западноевропейских храмов, поскольку для восточных церквей существует свои названия: матроней, катехумены.
Нюансы значений западных и восточных галерей существуют как в функциональном, так и в конструктивном отношениях. Эмпоры известны с X века. В  романской и  готической архитектуре эмпоры второго яруса устраивали в боковых нефах. Они открывались аркадами, чаще строенными арочными проёмами (отсюда название) в главный неф. В отдельных случаях они выполняли функцию матронеев. Трифории или эмпоры охватывали храм с двух или трёх сторон, исключая алтарную часть (апсиду с деамбулаторием). В  зальных или ротондальных храмах эмпоры устраивали по всему периметру постройки.
Со временем эмпоры западной стены храма (напротив алтаря) стали использовать в качестве балкона для  певчих и музыкантов, а также для трибуны органа.
В женских монастырях эмпоры называли не матронеями, а «хором монахинь» (нем.  Nonnenchor ). В церквях более поздней постройки встречаются эмпоры также и над боковыми нефами.
Иногда эмпорами называют балконы светских построек. Их отождествляют с хорами, что исторически некорректно. Балконы для музыкантов или зрителей имеются в бальных и концертных залах, но они имеют иную функцию и свои конструктивные особенности.